# Жилин, Виктор Сергеевич
Виктор Сергеевич Жи́лин (1923—2002) — советский кинорежиссёр.

## Биография
Родился 29 августа 1923 года в Пятигорске Ставропольской губернии (ныне Ставропольский край).
В 1942 году окончил Киевское артиллерийское училище, участник Великой Отечественной войны.
После войны работал скульптором-бутафором на Центральной объединённой киностудии в Алма-Ате, художником по макетам цеха комбинированных съёмок на киностудии «Мосфильм», с 1947 года — в качестве режиссёра-практиканта киностудии «Центрнаучфильм».
В 1952 году окончил режиссёрский факультет ВГИКа (мастерская И. А. Савченко), во время учёбы в котором работал режиссёром на Московском телевидении.
С 1956 года был режиссёром Одесской киностудии.
Умер 3 апреля 2002 года. Похоронен на Введенском кладбище.

### Семья
- Жена — актриса Зинаида Сигизмундовна Сорочинская (род. 1925).
- Сын — сценарист, реставратор Александр Викторович Жилин (род. 1953).

## Фильмография
- 1956 — Моя дочь
- 1959 — Исправленному верить
- 1961 — Водил поезда машинист
- 1965 — Западня
- 1967 — Особое мнение
- 1970 — Чёртова дюжина
- 1976 — Легко быть добрым